# Löwenstein (Findling)

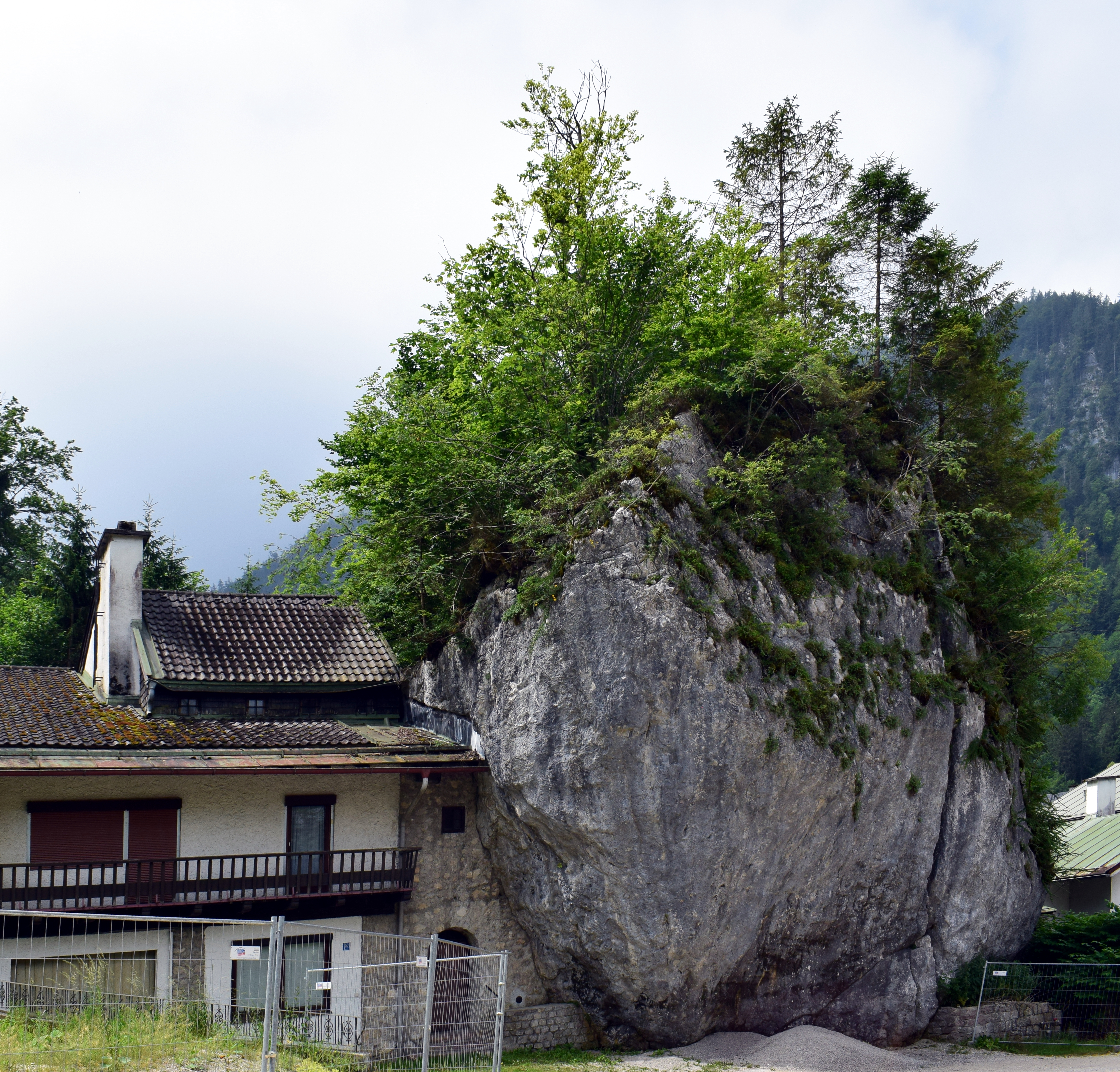
Der Löwenstein

Der Löwenstein ist ein Findling in Schönau am Königssee. Er steht als Naturdenkmal unter Schutz.

## Lage und Beschreibung
Der Löwenstein steht – von Häusern gerahmt – in der Jennerbahnstraße im Ortsteil Königssee. Nur 300 Meter nordwestlich befindet sich am Rand des Königsseer Großparkplatzes eine Gruppe weiterer Findlinge, deren größter der Große Stangerstein ist. Alle bestehen aus Dachsteinkalk.
An seine heutige Position kam der Löwenstein während der letzten Kaltzeit. Der Block war bei einem Bergsturz aus den Seewänden im Osten des Königssees oder der Talwand nördlich des Obersees auf den vorrückenden Königsseegletscher gefallen. Von diesem wurden er einige Kilometer weit zu Tal transportiert und blieb nach dem Rückzug des Gletschers auf dessen Endmoräne liegen. Der Block ist 16 m hoch, 20 m breit und 14 m tief. Sein Volumen beträgt etwa 3200 m³. Der Geologe Albrecht Penck, der den Block in den 1880er Jahren vermaß, beschrieb ihn als den größten bekannten Findling Deutschlands. In dieser Zeit befand sich auf dem Löwenstein eine Laube, die man über eine steile Leiter erreichen konnte. Unter dem Stein erstreckte sich der Keller eines benachbarten Gasthofs.
Der Gemeinderat von Schönau machte 2021 den Weg für den Bau eines 566-Bettenhotels nahe dem Königsseeufer frei. Der Löwenstein wird sich nach der Realisierung freistehend an einem kleinen Wasserbecken auf dem Gelände des Hotels befinden, dessen Bauten ihn zum Teil um mehrere Meter überragen werden. Der Bund Naturschutz in Bayern und der Landesbund für Vogelschutz in Bayern halten das Projekt für überdimensioniert und haben vor dem Bayerischen Verwaltungsgerichtshof einen Normenkontrollantrag eingereicht.
Vom Bayerischen Landesamt für Umwelt wird der Löwenstein als Geotop mit der Nummer 172R021 ausgewiesen. Er steht als Naturdenkmal unter Schutz.